# NGC 5679
NGC 5679 је спирална галаксија у сазвежђу Девица која се налази на NGC листи објеката дубоког неба.
Деклинација објекта је + 5° 21' 33" а ректасцензија 14h 35m 8,7s. Привидна величина (магнитуда) објекта NGC 5679 износи 13,0 а фотографска магнитуда 13,8. NGC 5679 је још познат и под ознакама NGC 5679B, UGC 9383, MCG 1-37-35, IRAS 14326+0534, CGCG 47-110, VV 458, ARP 274, KCPG 427B, PGC 52132.